# بيتر مايلز (مغني)
بيتر مايلز (بالإنجليزية: Peter Miles)‏ هو مغني أوغندي، ولد في 29 سبتمبر 1980.